# Wulfila macer
Wulfila macer är en spindelart som först beskrevs av Simon 1897.  Wulfila macer ingår i släktet Wulfila och familjen spökspindlar. Inga underarter finns listade i Catalogue of Life.